# (763) Cupidon
(763) Cupidon est un astéroïde de la ceinture principale découvert par Franz Kaiser le 25 septembre 1913. Il a été baptisé en référence au dieu romain de l'amour, Cupidon.
Il appartient à la famille de Flore.